# Presidente Roosevelt (Uberlândia)
Presidente Roosevelt é um bairro da Zona Norte de Uberlândia, e está localizado à 4 km do centro da cidade.
É formado pelos loteamentos Vila Presidente Roosevelt, Treviso e Marivaldo Carrilho da Silva.
É o maior bairro da Zona Norte de Uberlândia.

## Características do bairro Roosevelt
Um dos pontos importantes do bairro Roosevelt, é a Igreja São Judas Tadeu, na praça Lincoln.
O formato circular do bairro Roosevelt foi inspirado na capital da França.
Por isso, a Praça Clarinda de Freitas, foi apelidada de Praça Paris.

## Educação e Lazer
O bairro conta com diversos locais de educação e lazer, como:
- Poliesportivo Presidente Roosevelt.[5]
- Senai Roosevelt - Fábio de Araújo Motta.[6][7][8]
- Sesi Roosevelt.[9][10]
- Biblioteca SESI, na Praça Guilherme de Freitas Paraíso.[11]
- Escola Estadual Guiomar de Freitas Costa (Polivalente), Escola Estadual Padre Mário Forestan, entre outras.
- Praças espalhadas pelo bairro.

## Saúde
O bairro tem uma unidade de saúde de referência, a UAI Roosevelt (Unidade de Atendimento Integrado), na Avenida Cesário Crosara.